# Fly-by-light
Fly-by-light, (dt. etwa Fliegen mittels Licht) ist eine optoelektronische, elektromechanische Steuerungstechnik für Luftfahrzeuge.
In der Luftfahrt sollen statt elektrischer Signale über Kupferleitungen, wie bei den üblichen Fly-by-wire-Steuerungen, Lichtsignale über Lichtleiter (Glasfaserkabel) zur Übermittlung von Messwerten und Steuerbefehlen benutzt werden. Lediglich innerhalb der Sensoren, Aktuatoren und Rechner werden herkömmliche elektrische Signale gegeben. Der Datentransport über größere Strecken geschieht jedoch über Lichtleiter. Vorteile sind das verringerte Kabelgewicht und die Unempfindlichkeit gegenüber elektromagnetischen Störeinflüssen, z. B. EMP-Waffen, Funktechnik, Mobiltelefone. Nachteil ist das zusätzliche Gewicht der optisch / elektrischen Wandler, daher wird dieses Prinzip z. B. beim Airbus A380 nicht eingesetzt. Fly-by-Light etabliert sich jedoch bei militärischen Flugzeugen (Northrop B-2, Kawasaki P-1), weil es besonders störsicher ist. In der Luftfahrtindustrie wird Fly-by-light als Wachstumsmarkt betrachtet.

## Entwicklung
1990 wurde zwischen der NASA und dem US-amerikanischen Flugzeugbauer McDonnell Douglas Corp. ein Vertrag abgeschlossen, wonach die Einführung und Zertifizierung von in den Vereinigten Staaten hergestellten Fly-by-light-Systemen in Frachtflugzeugen unterstützt werden soll. Allerdings wurden die Einsatzgebiete dieser Technologie nicht nur im Flugzeugbau gesehen, sondern auch in anderen Bereichen der US-amerikanischen Wirtschaft. Neben McDonnell Douglas haben weitere Organisationen technologische Beiträge geleistet, nämlich das System and Research Center und die Space Systems Group von Honeywell, Electromagnetic Applications (EMA), sowie die Johns Hopkins University.
Am 30. März 1993 ist ein US-Patent erteilt worden, wonach es dem Piloten ermöglicht wird, durch ein Fly-by-light-System die Steuerung des Autopiloten zu korrigieren.
1995/1996 hat McDonnell Douglas das Entwicklungsprogramm Fly-By-Light Advanced System Hardware (FLASH) vorgestellt, um ein Fly-by-light-System der Flugsteuerung für militärische und kommerzielle Flugzeuge (Dual Use) zu entwickeln. Dabei wurden eine primäre Flugsteuerung zur Regelung der Fluglage und ein System der Trimmung durch Fly-by-light demonstriert.

### Luftschiff
Die erste Fahrt des Sentinel 1000-Luftschiffs mit einem Fly-by-light-Steuerungssystem erfolgte am 26. Juni 1991.

### Versuchshubschrauber
Seit 2002 wird beim DLR Forschungszentrum für Luft- und Raumfahrt in Braunschweig ein Forschungs- und Versuchshubschrauber betrieben, bei dem die mechanische Steuerung entfernt und durch eine elektrische/optische Steuerung mit voller Autorität ersetzt worden ist. Dieser Hubschrauber basiert auf dem Eurocopter des Typs 135. Die digitale optische Signalübertragung hat drei wesentliche Vorteile: Hohe Immunität gegen elektromagnetische Störungen, sichere Übertragung großer Datenmengen und ein geringeres Gewicht im Vergleich zu herkömmlichen Steuerungen. Der Erstflug war im Januar 2002. Der Versuchshubschrauber ist seit Jahren als Technologiedemonstrator im Einsatz. Er wurde auch auf der ILA Berlin 2014 ausgestellt.

### ATTAS
1985 bis 2012 war beim DLR das Advanced Technologies Testing Aircraft System (ATTAS) eingesetzt. Dieses Forschungsflugzeug basiert auf dem Verkehrsflugzeug VFW 614, einem Kurzstreckenverkehrsflugzeug für bis zu 44 Passagiere. Das ATTAS war mit einer Flugversuchsausrüstung versehen, das ein elektrohydraulisches Flugsteuerungssystem in Duplex-Auslegung (Fly-by-wire/Fly-by-light) umfasste.

### Aktueller Stand der Technik
Im September 2007 hatte die Kawasaki XP-1, ein Aufklärungsflugzeug, ihren Erstflug. Die XP-1 gilt weltweit als erstes Flugzeug, das mit einer Fly-by-light-Steuerung ausgerüstet ist. Daneben hat Japan das Kampfflugzeug ATD-X als Technologiedemonstrator mit Fly-by-light in der Erprobung, der Erstflug fand 2014 statt. Andere Länder, wie beispielsweise Indien, sind an einer ebenfalls militärischen Nutzung dieses Systems interessiert. Indien hat ein eigenes Kampfflugzeug, das Advanced Multirole Combat Aircraft (AMCA), in der Entwicklung. Ein Modell ist 2013 auf der Aero India in Bengaluru ausgestellt worden. Das AMCA soll mit der neuen Steuerungstechnik ausgerüstet werden.
2008 wurde Fly-by-light in einem Geschäftsflugzeug von Gulfstream Aerospace während eines 75 Minuten dauernden Fluges erfolgreich getestet.
Im Dezember 2014 wurde ein Aerospace Information Report veröffentlicht, der auf die Fly-by-light-Technologie zur Steuerung hydraulisch betriebener Flugaktuatoren hinweist. Dieser Bericht präsentiert und diskutiert Ansätze für entsprechende Standards in der Luftfahrt. Die Technologie des Fly-by-light wird auch in kleinen Drohnen eingesetzt.
Das erste Luftfahrzeug mit Fly-by-light, für das eine zivile Musterzulassung beantragt wurde, ist der Volocopter VoloCity.